# L'ammiraglio è uno strano pesce
L'ammiraglio è uno strano pesce è un film del 1964 prodotto dalla Warner Bros. e narrante la storia di un uomo, Henry Limpet, che viene mutato in un pesce parlante, cogliendo l'occasione di aiutare la marina militare statunitense a sconfiggere i nazisti, usando il suo naturale e inspiegabile ruggito, un rumore intenso che disturba i segnali degli apparecchi sottomarini. Don Knotts interpretò il ruolo principale. Il film venne diretto da Arthur Lubin, mentre l'animazione della parte a cartone animato venne diretta da Robert McKimson. Tra le musiche si annoverano brani di Sammy Fain, in collaborazione con Harold Adamson, inclusi I Wish I Were A Fish, Be Careful How You Wish e Deep Rapture.

## Trama
La storia inizia con il coinvolgimento degli Stati Uniti d'America nella Seconda guerra mondiale, prima dell'attacco di Pearl Harbor. Il timido bibliotecario Henry Limpet ha una passione smisurata per i pesci. Rifiutato dalla marina militare degli Stati Uniti per la propria debole salute e sentendosi giù di morale, egli cade un giorno nelle acque presso Coney Island e si trova tramutato in pesce. Dal momento che egli non riemergerà più dalle acque e il suo corpo non verrà ripescato, la moglie e gli amici lo daranno per disperso.
Limpet, ora pesce, scopre sui fondali americani una nuova vita e anche alcune delle proprie caratteristiche, tra cui il curioso boato che riesce ad emettere. Durante la sua permanenza in fondo al mare si innamora di Rosalisca ("Ladyfish" nella versione americana), una pesciolina che incontra ed è costretto ad abbandonare la moglie, Bessie.
Determinato a collaborare ad ogni modo con la marina, Limpet riesce a trovare la nave su cui è imbarcato l'amico George Stizza ("George Stickel" nella versione americana). Grazie al suo aiuto, Limpet entra a far parte della marina subacquea, ottenendo anche un salario che viene inviato regolarmente a Bessie, mentre Henry è impegnato per far affondare le navi tedesche che circolano sulle coste atlantiche. Egli ricopre un grande ruolo nella Battaglia dell'Atlantico che permette la vittoria marittima degli alleati sulle forze dell'asse.